# Мераг
44°58′ пн. ш. 14°26′ сх. д. / 44.97° пн. ш. 14.44° сх. д.
Мераг (хорв. Merag) — населений пункт у Хорватії, у Приморсько-Горанській жупанії у складі міста Црес.

## Населення
Населення за даними перепису 2011 року становило 10 осіб.
Динаміка чисельності населення поселення:

## Клімат
Середня річна температура становить 13,83 °C, середня максимальна – 26,25 °C, а середня мінімальна – 2,33 °C. Середня річна кількість опадів – 1122 мм.
| Клімат поселення                              | Клімат поселення | Клімат поселення | Клімат поселення | Клімат поселення | Клімат поселення | Клімат поселення | Клімат поселення | Клімат поселення | Клімат поселення | Клімат поселення | Клімат поселення | Клімат поселення | Клімат поселення |
| Показник                                      | Січ.             | Лют.             | Бер.             | Квіт.            | Трав.            | Черв.            | Лип.             | Серп.            | Вер.             | Жовт.            | Лист.            | Груд.            |                  |
| Середній максимум, °C                         | 9,15             | 9,12             | 11,94            | 15,15            | 19,98            | 24,28            | 26,11            | 26,25            | 21,74            | 17,26            | 12,40            | 9,85             |                  |
| Середня температура, °C                       | 5,76             | 5,73             | 8,53             | 11,75            | 16,59            | 20,88            | 23,31            | 23,44            | 18,93            | 14,45            | 9,59             | 7,05             |                  |
| Середній мінімум, °C                          | 2,36             | 2,33             | 5,13             | 8,37             | 13,20            | 17,49            | 20,48            | 20,62            | 16,11            | 11,64            | 6,76             | 4,22             |                  |
| Норма опадів, мм                              | 95               | 77               | 77               | 80               | 72               | 81               | 47               | 72               | 117              | 142              | 146              | 116              |                  |
| Середньомісячна швидкість вітру, м/с          | 3.11             | 3.29             | 3.31             | 3.10             | 2.80             | 2.66             | 2.64             | 2.66             | 2.80             | 3.09             | 3.41             | 3.38             |                  |
| Середньомісячна сонячна радіація, кДж/м²·день | 4574             | 7412             | 10808            | 15394            | 19869            | 21547            | 22945            | 19819            | 14466            | 9383             | 5004             | 3894             |                  |
| --------------------------------------------- | ---------------- | ---------------- | ---------------- | ---------------- | ---------------- | ---------------- | ---------------- | ---------------- | ---------------- | ---------------- | ---------------- | ---------------- | ---------------- |
| Джерело:                                      |                  |                  |                  |                  |                  |                  |                  |                  |                  |                  |                  |                  |                  |